# Dipartimento del Bacchiglione

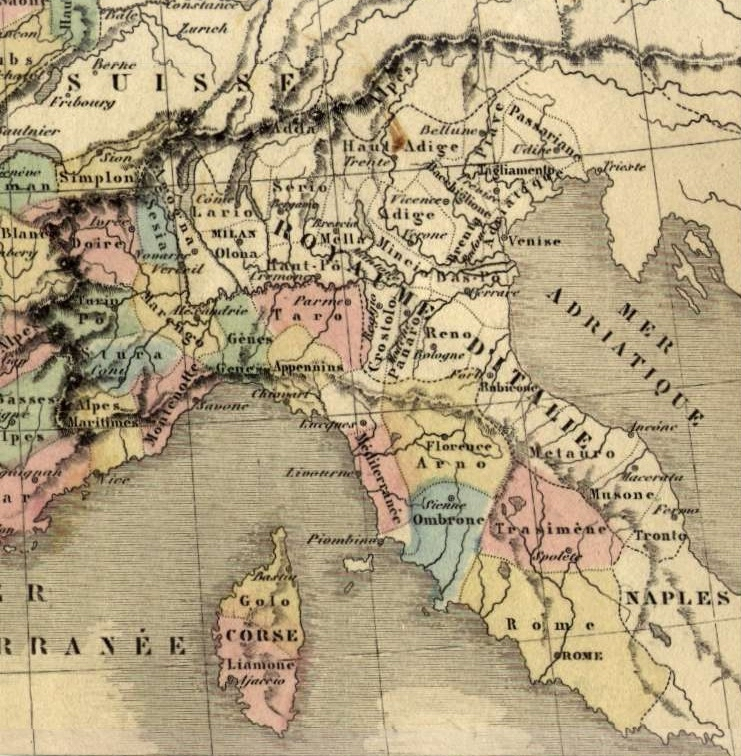
L'Italia durante l'egemonia napoleonica. Nella carta francese compare la denominazione Bacchiglione

Il Bacchiglione fu un dipartimento del Regno d'Italia dal 1806 al 1814 nel periodo napoleonico. Prendeva il nome dal fiume Bacchiglione e aveva come capoluogo Vicenza.
Il dipartimento fu creato dopo l'annessione al Regno d'Italia di Venezia e le sue dipendenze (Istria e Dalmazia) il 1º maggio 1806. Subì alcune modifiche di confini il 22 dicembre 1807, nel luglio 1810 e il 28 settembre 1810, con l'inclusione di zone come quella di Lonigo, Castelfranco Veneto e Bassano, provenienti dai dipartimenti dell'Adige, del Tagliamento e del Brenta.
Con l'annessione al Regno Lombardo-Veneto fu trasformato nella provincia di Vicenza.

## Suddivisione amministrativa
Il dipartimento era suddiviso in cinque distretti, quindici cantoni e centocinquantaquattro comuni:

### Distretto I diVicenza
- cantone I di Vicenza
  - Altavilla, Arcugnano, Bertesina[2], Brendola, Bressanvido, Caldogno, Carmignan, Costa Bissara[3], Creazzo[4], Dueville, Fimon[5], Longare, Montecchio Maggiore, Monticello del Co, Motta[6], Pianezze del Lago[5], Povolaro[7], Sovizzo, Vicenza, Vivaro (ora frazione di Dueville, non citato ma presente come comune nelle mappe napoleoniche)
- cantone II di Camisano
  - Bolzan, Camisan, Gazzo, Grossa[8], Marola[9], Montegalda[10], Montegaldella, Quinto, San Pietro Engù, Sarmego[11], Torri di Quartesolo
- cantone III di Arzignano
  - Arzignano, Altissimo, Chiampo, Crespadoro, Durlo[12], Nogarole, San Giovanni Ilarione, San Pietro Mossolin
- cantone IV di Valdagno
  - Brogliano, Castelgomberto, Cereda[13], Cornedo, Novale[14], Piana[14], Recoaro, Selva di Trissino[15], Trissino, Valdagno
- cantone V di Barbarano
  - Albettone, Barbaran[16], Castegnero, Grancona, Mossan, Nanto, Sossano, Villa del Ferro[17]

### Distretto II diSchio
- cantone I di Schio
  - Arsiero, Cavallaro e Laghi, Laste-Basse, Magrè[18], Posina, Sant'Orso, San Vito, Schio, Tonezza[19], Torrebelvicino, Tretto[18], Valli dei Signori, Vello
- cantone II di Tiene
  - Caltran[20], Calvene, Carrè, Cogolo, Lugo, Marano, Montecchio Precalzin, Piovene, Sarcedo, Tiene, Treschè-Conca[21], Villaverla, Zanè, Zugiano
- cantone III di Malo
  - Castelnovo[22], Isola di Malo, Malo, Monte di Malo

### Distretto III diBassano
- cantone I di Bassano
  - Bassano[23], Cartigliano, Cismone[24], Rosà[25], Rossano, San Nazario[24], Solagna
- cantone II di Asolo
  - Asolo[26], Borso, Castelcucco[27], Cavaso, Cornuda[28], Crespano, Maser, Monfumo, Mussolente, Possagno, San Zenon
- cantone III di Marostica
  - Angarano[29], Breganze, Fara, Marostica[30], Mason[31], Molvena[31], Mure[31], Nove, Pozzo, Salcedo, Sandrigo, Schiavon
- cantone IV di Quero
  - Fener[32], Lano, Onigo[33], Pederobba, Quero[34]

### Distretto IV diAsiago
- cantone I di Asiago
  - Asiago, Campese[29], Conco, Crosara[35], Enego, Fozza, Gallio, Roana, Rozzo, San Giacomo di Lusiana, San Luca[35], Valrovina[29], Val San Florian[35], Valstagna[24]

### Distretto V diCastelfranco
- cantone I di Castelfranco
  - Albaredo[36], Castelfranco, Fanzolo[37], Godego, Loria, Resana, Riese[38], San Martin de' Lupari
- cantone II di Noale
  - Maerne[39], Noale, Peseggia[40], Piombino, Salzan, Robegan[41], Sant'Alberto[42], Scorzè, Silvelle[43], Trebaseleghe, Zero Branco